# Čeložnice
Čeložnice är en ort i Tjeckien.   Den ligger i regionen Södra Mähren, i den östra delen av landet, 230 km sydost om huvudstaden Prag. Čeložnice ligger 283 meter över havet och antalet invånare är 390.
Terrängen runt Čeložnice är platt söderut, men norrut är den kuperad. Runt Čeložnice är det ganska tätbefolkat, med 80 invånare per kvadratkilometer. Närmaste större samhälle är Kyjov, 5,2 km sydväst om Čeložnice. I omgivningarna runt Čeložnice växer i huvudsak blandskog.